# Rafael Lundblad Törmä
Markus Rafael Lundblad Törmä (bis 2024 Markus Lundblad; * 7. Oktober 2002 in Kolumbien) ist ein schwedisch-kolumbianischer Skilangläufer.

## Biographie
Lundblad Törmä wurde in Kolumbien geboren und wurde von einem schwedisch-finnischen Ehepaar adoptiert und wuchs in Vaxholm auf. Er besitzt sowohl die schwedische als auch die kolumbianische Staatsbürgerschaft.
Sein internationales Renndebüt feierte er am 3. März 2024 beim Wasalauf, damals noch für den schwedischen Verband. Mit Beginn der Saison 2024/25 wechselte er zum kolumbianischen Verband.
Für diesen nahm er an den Weltmeisterschaften 2025 in Trondheim teil. Dort erreichte er über 10 km klassisch den 140. Platz, im Sprint belegte er Rang 160.

## Erfolge

### Weltmeisterschaften
- Trondheim 2025: 140. 10 km klassisch, 160. Sprint Freistil